# La Totale!
La Totale! è un film del 1991 diretto da Claude Zidi.

## Remake
Nel 1994 è stato realizzato un remake americano diretto da James Cameron con protagonisti Arnold Schwarzenegger e Jamie Lee Curtis.